# Lesula

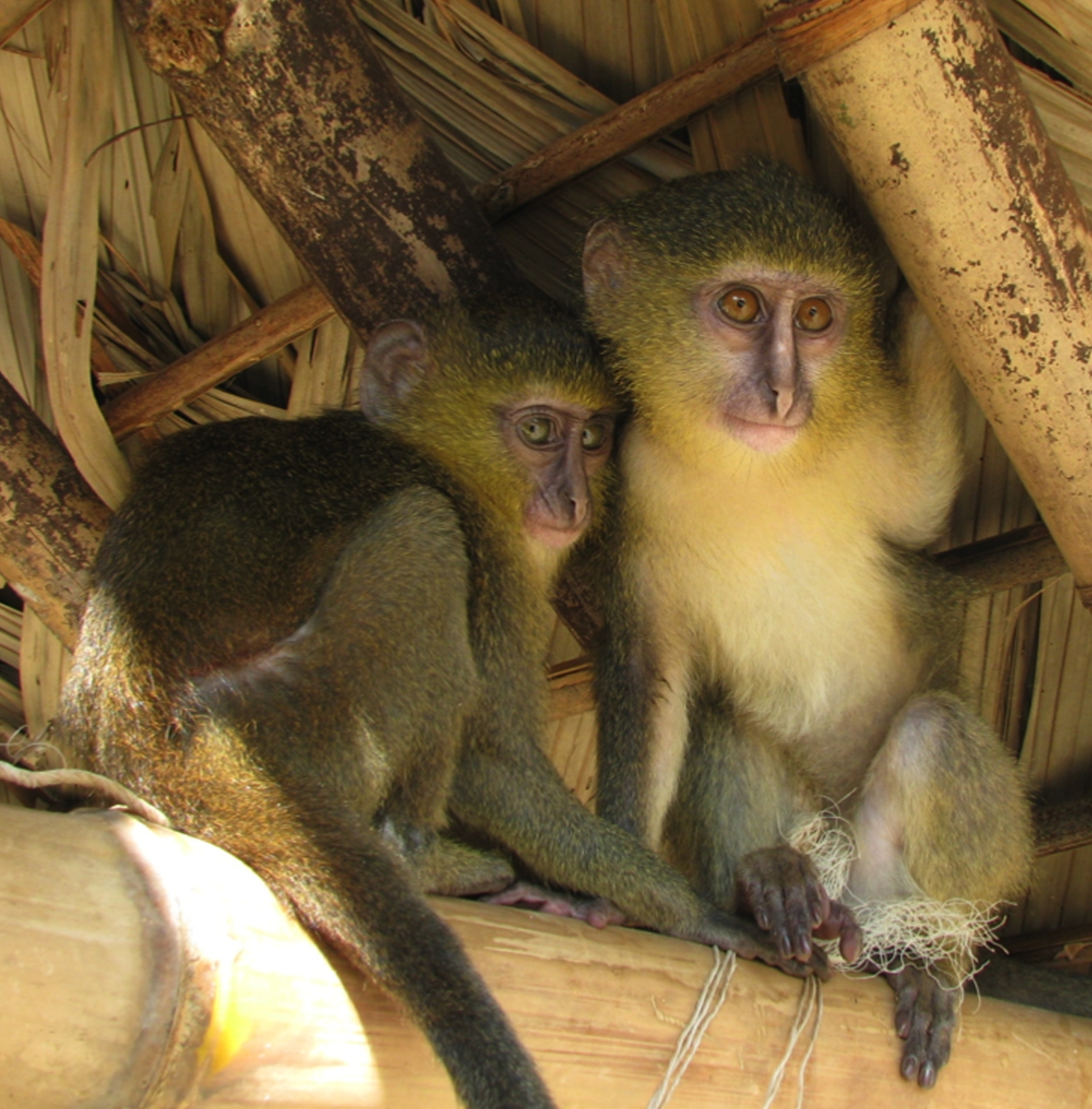
Ungdjur, här som sällskapsdjur.

Lesula (Cercopithecus lomamiensis) är en nyupptäckt art av markattor. Det första exemplaret påträffades 2007 av utomstående i fångenskap i staden Opala vid Lomamifloden i centrala Kongo-Kinshasa. 

## Utbredningsområde
Lesulans utbredningsområde, på minst 17 000 km², är ett låglänt regnskogsområde och ligger mellan mellersta loppet av floden Lomani och övre delen av floden Tshuapa. Upptäckten publicerades 2012 i PLOS ONE.
Lesulan är skygg, men inte ovanlig i sitt utbredningsområde. Att den så länge varit okänd beror troligen på att utbredningsområdet först under senare tid undersökts närmare av biologer. Bland lokala jägare var lesula, som är artens namn hos den lokala Mbole-stammen, känd sedan tidigare.
Lesulans närmaste släkting är Hamlyns markatta, ugglemarkatta, som har sitt utbredningsområde något längre österut, öster om Kisangani och Kindu i Kongo-Kinshasa samt i nationalparken Nyungwe i Rwanda.

## Storlek och utseende
Lesulan är en medelstor, långlemmad apa med en slank kropp. Vuxna hannar uppnår en kroppslängd (huvud och bål) av 47–65 centimeter och en vikt på 4–7,1 kilo. Vuxna honor är 40–42 centimeter långa och väger 3,5–4 kilo.
Icke-behårad hud i ansiktet, ögonlock och öron varierar i färg från grå/skär till gulaktigt brunt. Kinder, strupe och halsens övre del är gulbruna, i kontrast till det svarta på halsens nedre del och bröstkorgen. Hud och hår på skuldror och överarmar är svarta. Hår på kroppen är i band gulbrunt eller bärnstensfärgat och svart. Typiskt är att nedre delen av hårstråna varierar från vitt till svart över grått och sedan högre upp har tre till fyra band av gulbrunt/bärnstensfärg.

## Matvanor
Lesulan har av det upptäckande forskningsteamet observerats livnära sig på bladfästen, mogna och omogna frukter, blomknoppar, samt på tillväxtpunkter med meristem på två arter strimbladsväxter.

## Hot
I regionen där arten lever fångas flera vilda djur som viltkött. Primaten hamnar ibland i fällor som var tänkta för dykarantiloper eller busksvin. Periodvis röjning av skogen för att vinna jordbruksmark är ett annat hot. Delar av utbredningsområdet är skyddade som nationalpark. IUCN listar arten som sårbar (VU).